# Петър Ганчев
 Тази статия е за българския офицер.  За революционера вижте Петър Ганчев (революционер).  
Петър Ганчев е български офицер, генерал-майор.

## Биография
Петър Ганчев е роден на 8 януари 1874 г. в Търново, Османска империя. През 1893 г. завършва Военното училище в София. Между 1899 и 1902 г. учи в Николаевската генералщабна академия. Започва да служи в Лейбгвардейския ескадрон, а по-късно е и негов командир. Служи като поръчки към щаба на армията. В периода 1904 – 1910 г. е военен аташе в Белград. Михаил Думбалаков пише за престоя на Ганчев в Белград:
| „ | Млади хубавец, военното аташе на България, с небрежната си галантност и фини маниери, бързо бе спечелил симпатиите на белградчани... Той бе нае за свое жилище фаталния дворец, в който бе живяла и обичала сръбската кралица Драга... Наемайки тоя дворец, тук Ганчев поддържаше и една скъпа конюшня с хубави породисти коне. Това бе отличителен белег на всеки по-богат аристократически дом. | “ |

От 1910 до 1913 г. е военен аташе в Берлин. На 30 май 1914 г. е назначен за командир на първи конен полк. Известно време е и началник-щаб на първа пехотна софийска дивизия. От 1 август 1915 г. е определен за военен пълномощник към германския император. Участва в подписването на Брест-Литовския мирен договор като пълномощник от страна на България. Между 1917 и 1918 г. е флигел-адютант на цар Фердинанд I. След детронацията на Фердинанд заминава с него за Германия, където продължава да изпълнява същата роля. Служи като военен пълномощник при Особата на Негово Величество Германския Император и Пруския Крал. Отделно там е назначен за хофмаршал на двореца Кобург. Председателства българската колония „Единство“. През 1919 г. излиза в запас.
По спомени на Коста Скутунов, като военен аташе в Берлин, Петър Ганчев показно демонстрира и подчертава връзките си с цар Фердинанд и допринася за влизането на България във войната като съюзник на Германия чрез множество фалшиви донесения, които надценяват способностите на немската армия. В немската столица той си спечелва лоша слава на позьор водещ разпуснат начин на живот и обкръжен от съмнителни лица. Това му поведение привлича вниманието на немските тайни служби, които предупреждават българското правителство. През 1919 г. генералът прави неуместно изказване пред немското командване, което е счетено за уронване престижа на България, и впоследствие той бива уволнен.

## Семейство
Петър Ганчев е женен и има 2 деца.

## Военни звания
- Подпоручик (2 август 1893)
- Поручик (2 август 1896)
- Капитан (12 септември 1902)
- Майор (15 октомври 1908)
- Подполковник (15 октомври 1912)
- Полковник (15 октомври 1915)
- Генерал-майор (30 май 1918)

## Награди
- Военен орден „За храброст“ III степен, 1 клас (1919)
- Народен орден „За военна заслуга“ II степен с военни отличия (1919)